# Aloe subverrucosa
Aloe subverrucosa é uma espécie de liliopsida do gênero Aloe, pertencente à família Asphodelaceae.